# Homologietheorie
Unter Homologie (altgriechisch ὁμός homos, „ähnlich, gleich“, und λόγος logos, hier: „Verhältnis, Analogie, Proportion“) versteht man in der algebraischen Topologie eine Folge von Abelschen Gruppen, den Homologiegruppen, die topologischen Räumen zugeordnet werden. Homologie ist nützlich, denn sie erlaubt, das „Loch“ eines Torus mathematisch zu formalisieren. Sie gibt ferner Aufschluss über wichtige Merkmale eines topologischen Raumes (wie Zusammenhang oder Orientierbarkeit) und hat eine Reihe weiterer wünschenswerter Eigenschaften (wie die Künneth-Formel). Sie ist eine topologische Invariante, das heißt, sie erlaubt, manche topologische Räume voneinander zu unterscheiden.
Es gibt verschiedene Homologietheorien (z. B. simpliziale, singuläre oder zelluläre Homologie) zur Berechnung der Homologie, die jedoch alle die gleichen Homologiegruppen liefern. Somit ergibt es Sinn, von der Homologie eines Raumes zu sprechen.
In der modernen Mathematik wird Homologie analog auch mathematischen Objekten zugewiesen, die keine topologischen Räume sind. Allen Homologietheorien ist gemein, dass eine Folge von Kettenkomplexen konstruiert wird, die durch eine Folge von Abbildungen verknüpft sind. Aus den Abbildungen errechnen sich anschließend die Homologiegruppen.

## Konstruktion von Homologiegruppen
Man geht im Allgemeinen wie folgt vor: Einem mathematischen Objekt {\displaystyle X} wird zunächst ein Kettenkomplex zugeordnet, der Information über {\displaystyle X} enthält. Ein Kettenkomplex ist eine Folge von Moduln {\displaystyle A_{0},A_{1},\dots } über einem festen Ring, verbunden durch Homomorphismen {\displaystyle d_{n}\colon A_{n}\to A_{n-1}}, so dass die Hintereinanderausführung je zweier dieser Abbildungen die Nullabbildung ist: {\displaystyle d_{n}\circ d_{n+1}=0} für jedes {\displaystyle n}. Dies bedeutet, dass das Bild der {\displaystyle (n+1)}-ten Abbildung stets im Kern der {\displaystyle n}-ten Abbildung enthalten ist. Man definiert nun die
{\displaystyle n}-te Homologiegruppe von {\displaystyle X} als den Quotientenmodul
{\displaystyle \,H_{n}(X)=\mathrm {ker} (d_{n})/\mathrm {im} (d_{n+1}).}
Ein Kettenkomplex heißt exakt, wenn das Bild der {\displaystyle (n+1)}-ten Abbildung stets der Kern der {\displaystyle n}-ten Abbildung ist; die Homologiegruppen von {\displaystyle X} messen also, „wie unexakt“ der {\displaystyle X} zugeordnete Kettenkomplex ist.

## Beispiele
Das erste Beispiel stammt aus der algebraischen Topologie: die simpliziale Homologie eines simplizialen Komplexes {\displaystyle X}. Hier ist {\displaystyle A_{n}} der freie Modul über den {\displaystyle n}-dimensionalen orientierten Simplizes von {\displaystyle X}. Die Abbildungen {\displaystyle d_{n}} heißen Randabbildungen und bilden das Simplex mit den Ecken
{\displaystyle (a[0],a[1],\dots ,a[n])}
auf die alternierende Summe der „Randflächen“
{\displaystyle \sum _{i=0}^{n}(-1)^{i}(a[0],\dots ,a[i-1],a[i+1],\dots ,a[n])}
ab.
Für Moduln über einem Körper (d. h. Vektorräume) beschreibt die Dimension der {\displaystyle n}-ten Homologiegruppe von {\displaystyle X} die Anzahl der {\displaystyle n}-dimensionalen Löcher von {\displaystyle X}.
Mit diesem Beispiel kann man eine simpliziale Homologie für jeden topologischen Raum definieren. Der Kettenkomplex für {\displaystyle X} wird so definiert, dass {\displaystyle A_{n}} der freie Modul über allen
stetigen Abbildungen vom {\displaystyle n}-dimensionalen Einheitssimplex nach {\displaystyle X} ist. Die Homomorphismen {\displaystyle d_{n}} ergeben sich aus den simplizialen Randabbildungen.
In der homologischen Algebra benutzt man Homologie, um abgeleitete Funktoren zu definieren. Man betrachtet dort einen additiven Funktor {\displaystyle F} und einen Modul {\displaystyle X}. Der Kettenkomplex für {\displaystyle X} wird wie folgt konstruiert: {\displaystyle F_{1}} sei ein freier Modul und {\displaystyle p_{1}\colon F_{1}\to X} ein Epimorphismus, {\displaystyle F_{2}} sei ein freier Modul, der die Eigenschaft besitzen soll, dass ein Epimorphismus {\displaystyle p_{2}\colon F_{2}\to \mathrm {ker} \,p_{1}} existiert, {\displaystyle \ldots } Man erhält also eine Sequenz freier Moduln {\displaystyle F_{n}} und Homomorphismen {\displaystyle p_{n}\colon F_{n}\to F_{n-1}} und durch Anwendung von {\displaystyle F}  einen Kettenkomplex. Die {\displaystyle n}-te Homologie {\displaystyle H_{n}} dieses Komplexes hängt, wie man zeigen kann, nur von {\displaystyle F} und {\displaystyle X} ab. Man schreibt {\displaystyle H_{n}=:D^{n}F(X)} und nennt {\displaystyle D^{n}F} den {\displaystyle n}-ten abgeleiteten Funktor von {\displaystyle F}.

## Homologiefunktoren
Die Kettenkomplexe bilden eine Kategorie: Ein Morphismus – man sagt: eine Kettenabbildung – vom Kettenkomplex {\displaystyle (A_{n},d_{n}^{A})} in den Kettenkomplex {\displaystyle (B_{n},d_{n}^{B})} ist eine Folge von Modulhomomorphismen {\displaystyle f_{n}\colon A_{n}\to B_{n}}, so dass {\displaystyle f_{n-1}\circ d_{n}^{A}=d_{n}^{B}\circ f_{n}} für jedes {\displaystyle n}. Die {\displaystyle n}-te Homologiegruppe {\displaystyle H_{n}} kann man als Funktor von der Kategorie der Kettenkomplexe in die Kategorie der Moduln über dem zugrunde liegenden Ring {\displaystyle R} auffassen.
Wenn der Kettenkomplex von {\displaystyle X} funktoriell abhängt (d. h. jeder Morphismus {\displaystyle X\to Y} induziert eine Kettenabbildung vom Kettenkomplex von {\displaystyle X} in den von {\displaystyle Y}), dann sind die {\displaystyle H_{n}} Funktoren von der Kategorie, zu der {\displaystyle X} gehört, in die Kategorie der Moduln.
Ein Unterschied zwischen Homologie und Kohomologie liegt darin, dass die Kettenkomplexe in der Kohomologie kontravariant von {\displaystyle X} abhängen und daher die Homologiegruppen (die dann Kohomologiegruppen genannt werden und in diesem Kontext mit {\displaystyle H^{n}} bezeichnet werden) kontravariante Funktoren sind. Des Weiteren hat man meist auf der graduierten Kohomologiegruppe eine kanonische Ringstruktur, etwas Vergleichbares gibt es auf dem Niveau der Homologie nicht.

## Eigenschaften
Ist {\displaystyle (A_{n},d_{n})} ein Kettenkomplex, so dass alle {\displaystyle A_{n}} endlich erzeugte freie Moduln sind, von denen höchstens endlich viele nicht null sind, dann kann man die Euler-Charakteristik
{\displaystyle \chi =\sum (-1)^{n}\,\mathrm {rank} \,(A_{n})}
definieren. Man kann zeigen, dass die Euler-Charakteristik auch bezüglich der Homologie ausgedrückt werden kann:
{\displaystyle \chi =\sum (-1)^{n}\,\mathrm {rank} (H_{n})}
In der algebraischen Topologie liefert das zwei Wege, die Invariante {\displaystyle \chi } für das Objekt {\displaystyle X}, aus dem der Kettenkomplex erzeugt wurde, auszurechnen.
Jede kurze exakte Sequenz
{\displaystyle 0\rightarrow A\rightarrow B\rightarrow C\rightarrow 0}
von Kettenkomplexen liefert eine lange exakte Sequenz der Homologiegruppen
{\displaystyle \cdots \rightarrow H_{n}(A)\rightarrow H_{n}(B)\rightarrow H_{n}(C)\rightarrow H_{n-1}(A)\rightarrow H_{n-1}(B)\rightarrow H_{n-1}(C)\rightarrow H_{n-2}(A)\rightarrow \cdots \,}
Alle Abbildungen dieser exakten Sequenz sind durch die Abbildungen zwischen den Kettenkomplexen induziert, außer den Abbildungen {\displaystyle H_{n}(C)\rightarrow H_{n-1}(A)}, die verbindende Homomorphismen genannt werden und deren Existenz mit dem Schlangenlemma bewiesen wird.